# Мондейл, Элинор
Элино́р Джейн Монде́йл (англ. Eleanor Jane Mondale; 19 января 1961, Миннеаполис, Миннесота, США — 17 сентября 2011, Прайор-Лейк, Миннесота, США) — американская актриса, журналистка, теле- и радиоведущая.

## Биография

### Ранние годы: Рождение, семья и образование
Элинор Джейн Мондейл родилась 19 января 1961 года в Миннеаполисе (штат Миннесота, США) в семье политика Уолтера Мондейла (1928—2021) и его жены Джоан Мондейл (Адамс; род.1930), которые женаты с 27 декабря 1955 года. У Элинор было два брата, старший — политик Тед Мондейл (род.1957) и и младший — адвокат Уильям Мондейл (род.1962).
В старших класса средней школы Элинор училась в школе-интернате Святого Тимоти, что за пределами Балтимора (штат Мэриленд, США). После окончания Университета Святого Лоуренса, что в Кантоне (округ Сент-Лоуренс, штат Нью-Йорк), Мондейл переехала в Голливуд (штат Калифорния), чтобы начать там свою карьеру.

## Карьера

### Актёрская карьера
Элинор бросила колледж в 1981 году, чтобы переехать в Голливуд. Мондейл некоторое время работала в качестве статиста и у неё была роль счётчика в банке в телесериале «240-Роберт» в эпизоде «Заложники».
Затем, Элинор вернулась в колледж, который окончила в 1982 году.
В январе 1983 года Элинор вернулась в Голливуд, где сыграла ещё несколько небольших ролей в телесериалах: репортёра в «Мэтт Хьюстон» в эпизоде «Наследие» (1983), доктора Фейрмонт в «Трое — это компания» в эпизоде «Тату Джека» (1987) и телеведущую в «Династии» в эпизоде «Дом у дороги» (1985).
Элинор была постоянным гостем «Шоу Говарда Стерна» телеканала E! в конце 1990-х — начале 2000-х годов.

### Журналистская карьера
Элинор начала журналистскую карьеру в Лос-Анджелесе и была принята на работу на телеканал «KABC-TV» в 1985 году, с которого ушла в конце этого же года. Вскоре после увольнения Мондейл переехала в Чикаго, где получила работу репортёра на радио «WMAQ (AM)». Мондейл также работала на других радиостанциях, включая «WCFS-FM» Within a few months the show began airing in national syndication, with Mondale working as its Midwest correspondent.
В 1986 году Элинор подписала годовой контракт с радиостанцией «WGN (AM)», чтобы выступить в качестве постоянного автора программы.
В начале 1987 года Элинор присоединилась к «WCCO-TV», где вела утренние новости. В июне 1987 года Мондейл стала соведущей утреннего шоу станции, наряду с Джоном Фишер.
В начале 1988 года Элинор взяла отпуск для сотрудничества с чикагским писателем над книгой о детях президентов США.
В июне 1989 года Мондейл устроилась на работу в Миннеаполисе в качестве развлекательного репортёра для «WCCO-TV».
В течение 1990-х годов Мондейл работала на других различных радиостанциях.
В 2006 году, после 1-й победы Элинор над раком мозга, она подписала контракт с «WCCO-AM» и стала его ведущей. В марте 2009 года она покинула работу из-за сильного ухудшения здоровья в связи с раком.

## Личная жизнь

### Отношения, замужества и работа в Белом доме
После окончания Университета Святого Лоуренса, Элинор быстро заработала репутацию «дикого ребёнка» в СМИ, хотя сама она утверждала, что многие слухи было необоснованными.
В 1979 году, на съёмках фильма «Злодей», Элинор познакомилась с Арнольдом Шварценеггером (род.1947), где он играл одну из главных ролей «красивого незнакомца», а она была помощником кинопроизводства. Некоторое время молодые люди находились в романтических отношениях, несмотря на разницу в возрасте в 12 лет.
9 апреля 1988 года, через несколько лет после расставания с Арнольдом, 28-летняя Элинор вышла замуж за 30-летнего футболиста Кита Ван Хорн (род.1957). В августе 1989 года, после 16-ти месяцев брака, Ван Хорн подал на развод с Мондейл.
В 1990 году, через несколько месяцев после развода с Китом, Элинор встречалась с рок-музыкантом Уорреном Зивон (1947—2003), вместе с которым путешествовала в его туре по Австралии.
После расставания с Уорреном, Элинор встречалась с футболистом Джорджом Старком (род.1947).
Вскоре после расставания с Уорреном, 21 июня 1991 года, 31-летняя Элинор вышла замуж во второй раз за DJ Грега Малбан, наиболее известного как Грег Тандер. В ноябре того же года их пятимесячный брак окончился разводом.
В 1998 году Элинор была названа Starr Report после встречи с Президентом Клинтоном 7 декабря 1997 года в Белом доме, в то время как его любовница, Моника Левински, ждала в Белом доме 40 минут. Во время ожидания Левински офицер ФСБ, по сообщениям, сказал ей, что Клинтон встречался с Мондейл, чем побудил в ней ярость. 

Левински штурмовала далеко, позвонила и ругала миссис Карри по телефону-автомату. Карри, в свою очередь, «трясущимися руками и чуть не плача», сказала офицерам, что Клинтон «разгневан» из-за того что они сказали Левински о Мондейл и предупредил, что «кто-то может быть уволен».— сообщила газета «The Washington Post» вскоре после встречи Клинтона и Мондейл.
Раннее, в 1996 году, ряд публикаций, в том числе и «The Washington Post», сообщили, что у Элинор был роман с Клинтоном, но она опровергла это. 

«Забавно, каждый раз, когда я видела президента было, по-крайне мере, пять человек в комнате. Я не думаю, что мы могли бы провести так называемое „дело“ прямо перед Барброй Стрейзанд и подобными людьми!»— сказала Мондейл газете «Chicago Sun-Times»
.
В 1999 году Элинор продала свой дом в Лос-Анджелесе и переехала в Нью-Йорк, чтобы быть рядом со своим женихом — пластическим и реконструктивным хирургом Джо ДеБеллисом.
Позже Элинор рассталась с ДеБеллисом и начала встречаться с композитором Чаном Полингом, который 15 июня 2005 года стал третьим мужем 44-летней Мондейл. Супруги жили на маленькой ферме в Миннесоте, где у них были миниатюрные лошади. Брак Элинор с Чаном был самым длительным из всех трёх и длился 6 лет и 2 месяца до её смерти в сентябре 2011 года. У Мондейл не было детей, но брак с Полингом сделал её мачехой его троих детей от бывшей жены Терри — сына Чэндлера-младшего (род.1983) и дочерей Мэдди (род.1987) и Оливии (род.1989).

### Болезнь и смерть
После приступа судороги в июне 2005 года Элинор была диагностирована с раком мозга. Летом 2006 года рак находился в стадии ремиссии, но в феврале 2008 года небольшая опухоль вернулась и Мондейл обратилась за лечением в «Клинику Майо».
Элинор была вновь диагностирована с раком мозга в августе 2009 года и в этом же месяце она перенесла операцию по удалению опухоли. Несмотря на старания врачей 51-летняя Мондейл скончалась 17 сентября 2011 года в Миннесоте после 6-ти лет борьбы с болезнью.

## Фильмография
| Год  |    | Русское название        | Оригинальное название | Роль актриса               |
| ---- | -- | ----------------------- | --------------------- | -------------------------- |
| 1981 | с  | 240-Роберт              | 240-Robert            | счётчик в банке            |
| 1983 | тф | Закат лимузина          | Sunset Limousine      | секретарь                  |
| 1983 | с  | Мэтт Хьюстон            | Matt Houston          | репортёр                   |
| 1983 | с  | Изумрудная точка N.A.S. | Emerald Point N.A.S.  | инструктор по танцам       |
| 1984 | с  | Компании троих          | Three's Company       | доктор Фейрмонт            |
| 1985 | с  | Династии                | Dynasty               | телеведущая                |
| 1986 | ф  | Разные работы           | Odd Jobs              | Мэнди                      |
| 1991 | ф  | Вредный Фред            | Drop Dead Fred        | привлекательная костюмерша |
| 1998 | с  |                         | CyberLife             |                            |
| 1998 | ф  | Получить работу         | Get a Job             |                            |
| 1998 | ф  | Контроль земли          | Ground Control        | Кристин                    |
| 2004 | ф  | Мираж                   | Mirage                | Грета                      |

помощник кинопроизводства
- 1979 — Злодей"/The Villain